# Kaloula aureata
Espèce
Statut de conservation UICN

 DD  : Données insuffisantes
Kaloula aureata est une espèce d'amphibiens de la famille des Microhylidae.

## Répartition
Cette espèce est endémique de Thaïlande. Elle se rencontre avec certitude dans les provinces de Surat Thani et de Nakhon Si Thammarat,.

## Description
Kaloula aureata mesure environ 65 mm. Son dos est brun avec des taches irrégulières jaune brillant dont la surface totale est plus importante que celle du brun lui donnant, au bout du compte, un aspect doré. Une ligne longitudinale jaune brillant est présente au milieu du dos. Des bandes latérales jaune orangé sont également présentes. Son ventre est blanc. Ses quatre membres sont pratiquement blancs légèrement teintés de jaune sur toute leur jusqu'à l'extrémité des doigts.

## Taxinomie
Ce taxon a été relevé de sa synonymie avec Kaloula pulchra en 2006 par Pauwels et Chérot dans laquelle il avait été placé en 2003 par Ohler, notamment au regard de différences au niveau de la livrée et de la forme de la tête.

## Étymologie
Son nom d'espèce, dérivé du latin aureus, « doré », lui a été donné en référence à sa couleur.

## Publication originale
- Nutphand, 1989 : Bull frogs or burrowing frogs. Thai Zoological Center, vol. 4, p. 1-10.